# Jesper Møller
Jesper Møller est un réalisateur et animateur danois, spécialisé dans le film d'animation.
Après avoir commencé sa carrière dans les studios de Don Bluth, Møller forme avec une poignée d'animateurs danois un studio d'animation, baptisé A. Film A/S. Même s'il est un des fondateurs, il continue de travailler pour les films du réalisateur. 
En 2006, son premier film en tant que réalisateur, Astérix et les Vikings, coréalisé avec Stefan Fjeldmark sort.

## Filmographie sélective

### Comme réalisateur
- 2006 : Astérix et les Vikings (avec Stefan Fjeldmark)
- 2009 : 3 amis mènent l'enquête
- 2010 : Le Marchand de sable (avec Sinem Sakaoglu et Helmut Fischer)

### Commestoryboardeur
- 2000 : Gloups ! je suis un poisson
- 2005 : Tarzan 2
- 2009 : 3 amis mènent l'enquête (superviseur du storyboard)

### Comme animateur
- 1989 : Charlie (artistes sur les personnages)
- 1991 : Rock-O-Rico (animation des personnages)
- 1992 : Les Aventures de Zak et Crysta dans la forêt tropicale de FernGully
- 1993 : Le Voyage d'Edgar dans la forêt magique
- 1993 : Jungle Jack (chef-animateur)
- 1994 : Astérix et les indiens (chef-animateur)
- 1996 : Jungle Jack 2 : La Star de la Jungle (chef-animateur)
- 1998 : Excalibur, l'épée magique (superviseur de l'animation)
- 2000 : Gloups ! je suis un poisson (chef animateur des personnages de Stella, Chuck (comme poisson) et Fly (comme poisson))
- 2002 : Huit nuits folles d'Adam Sandler (superviseur de l'animation)
- 2006 : Astérix et les Vikings (conception des personnages)